# Plutarc el Jove
Plutarc el Jove, en llatí Plutarchus, en grec antic Πλούταρχος, fou el fill del famós Plutarc de Queronea.
Alguns erudits suposen que era l'autor d'algunes obres que generalment han estat atribuïdes al seu pare, especialment la Άπόφθεγμα (Sentències, dites), i els tractats περὶ ποταμω̂ν i περὶ τω̂ν ἀρεσκόντων τοι̂ς φιλοσόφοις. Segons Joan Tzetzes, la conversió que fa Plutarc de les fabuloses sirenes en cortesanes seductores, fan que la seva obra sigui més aviat fàcil i insípida. Niebuhr diu indignat que el que fa és treure la veritat històrica de la poesia pel senzill procediment de convertir-la en prosa.